# Amt Kühndorf
Das Amt Kühndorf und das Zentgericht Benshausen bildeten gemeinsam Verwaltungseinheiten des 1806 in ein Königreich umgewandelten Kurfürstentums Sachsen. Dieser albertinisch-sächsische Anteil der gefürsteten Grafschaft Henneberg gelangte durch die Beschlüsse des Wiener Kongresses 1815 an das preußische Herzogtum Sachsen und 1816 an den Regierungsbezirk Erfurt der neugebildeten preußischen Provinz Sachsen. Bereits 1680 war das unmittelbar an das Amt Kühndorf angrenzende Zehntgericht Benshausen dem Amt Kühndorf angegliedert worden.
Das Amt Kühndorf war ursprünglich ein Teil des henneberg-römhildischen Amtes Schwarza, das nach dem Tod des letzten Grafen von Henneberg-Römhild 1549 aufgeteilt wurde. Den Flecken Schwarza und die dazugehörige Wüstung Schwadenbach erhielten die Grafen zu Stolberg, das restliche Amtsgebiet die Grafen von Henneberg-Schleusingen, die den Amtssitz von Schwarza nach Kühndorf verlegten.

## Geographische Ausdehnung
Das Gebiet des Amts Kühndorf lag im Südwesten des Thüringer Waldes unweit vom Werratal zwischen Meiningen und Suhl. Das Amt wurde von der Hasel, einem Nebenfluss der Werra durchflossen.
Nach der Abtretung des ehemaligen Hauptorts Schwarza im Jahr 1549  an die Grafschaft Stolberg-Stolberg wurde dieser zur Exklave inmitten des Amts und kam erst 1815 wieder verwaltungsmäßig zu seinem Umland hinzu.
Das ehemalige Amtsgebiet liegt heute im Süden des Freistaats Thüringen und gehört bis auf die Ortsteile  Mäbendorf,  Dietzhausen und Wichtshausen der kreisfreien Stadt Suhl zum Landkreis Schmalkalden-Meiningen.

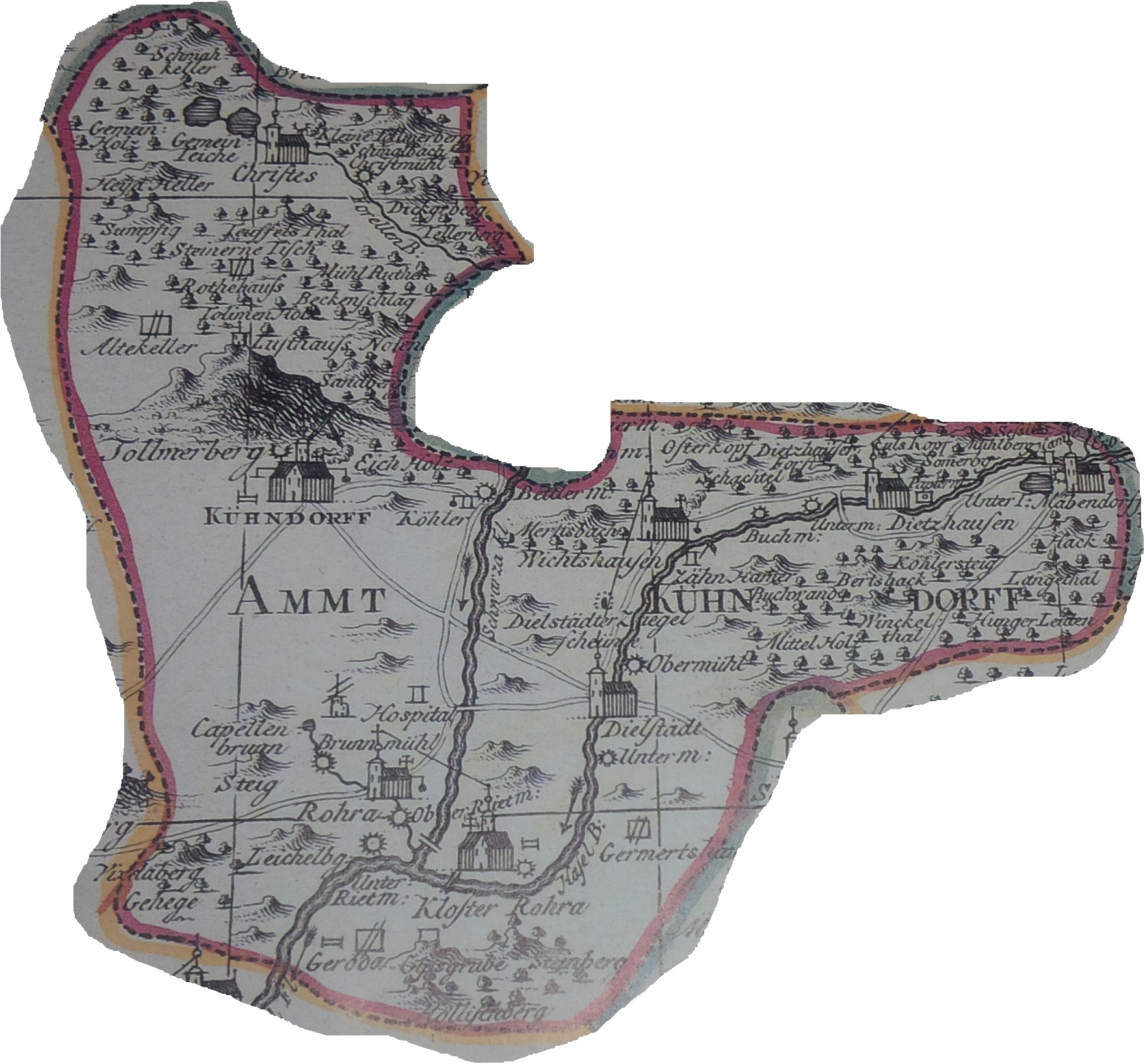
Amt Kühndorf (1755)

## Angrenzende Verwaltungseinheiten
|                                                                                          | Ämter Schmalkalden und Hallenberg (hennebergisch-hessische, ab 1573 hessische Herrschaft Schmalkalden) | Amt Schwarzwald (Herzogtum Sachsen-Gotha(-Altenburg))                                                                |
| Ämter Wasungen und Meiningen (Grafschaft Henneberg, ab 1680 Herzogtum Sachsen-Meiningen) | Kompassrose, die auf Nachbargemeinden zeigt                                                            | Amt Suhl (Grafschaft Henneberg, nach 1660 zum Fürstentum Sachsen-Zeitz, 1718 zu Kursachsen, 1815 zu Preußen)         |
| Amt Maßfeld (Grafschaft Henneberg, ab 1680 Herzogtum Sachsen-Meiningen)                  | Amt Themar (Grafschaft Henneberg, ab 1710 zu Sachsen-Gotha-Altenburg/Sachsen-Coburg-Saalfeld)          | Amt Schleusingen (Grafschaft Henneberg, nach 1660 zum Fürstentum Sachsen-Zeitz, 1718 zu Kursachsen, 1815 zu Preußen) |

## Bestandteile
Zum Amt Kühndorf gehörten:
- die sieben Dörfer: Christes, Dietzhausen, Dillstädt, Kühndorf, Mäbendorf, Rohr und Wichtshausen (bis 1681 auch Utendorf)
- zehn Wüstungen (u. a. Dolmerfeld, Germelshausen, Sieholz).

Im Amt lagen auch die zwei Kammergüter Kühndorf und Rohr
Zum Zehntgericht Benshausen gehörten:
- die Dörfer Benshausen und Ebertshausen, bis zu Beginn des 17. Jahrhunderts auch Viernau.

## Amtmänner
- 1615 Christoph Winter, Amtsverwalter zu Kühndorf und Hallenberg
- 1618 Chilian Goldstein auf Passendorf, Regierungsrat der Grafschaft Henneberg und Amtmann zu Kühndorf, Suhl und Hallenberg
- 1618 Kilian Goldstein, Amtmann auf Kühndorf und Hallenberg
- 1623 Johann Wilhelm Weber, Amtmann
- 1645/55 Caspar Schmidt, Amtsverwalter zu Kündorf und Benshausen
- 1661/66 Matthias Hartung, sachsen-naumburgischer Amtsverwalter zu Kühndorf und Benshausen (im Sommer 1666 erkrankt)
- 1668/69 Johann Christoph Dörfeld, sachsen-naumburgischer Amtsverwalter zu Kühndorf und Benshausen
- 1686 Johann Wilhelm Weber, Amtmann
- 1696 Johann Christian Schmied, sachsen-naumburgisch-hennebergischer Amtmann zu Kühndorf und Benshausen
- 1703/07 Johann Jacob Grimm
- 1721/25 Niclas/Niclaus Christoph Kobe
- 1733/35 Johann Ernst Blumenröder
- 1736/73 Johann Gottlieb Bleymüller, Kommissionsrat und Amtmann
- 1773/85 Gottlieb Friedrich Bleymüller, Kommissionsrat und Amtmann, daneben: 1769/85 Andreas Voßberg, Amtsverwalter zu Benshausen
- 1785/98 Johann Matthäus Heckel, Amtsverwalter zu Kühndorf und Benshausen, daneben: Christian Joseph Hofmann (Justiz-Amtmann)
- 1798 Johann Adam Friedrich Xylander, Interimsverwalter
- 1799/1815 Christian Gottlieb Hanckel, Amtsinspektor, daneben: 1795/1807 Johann Ferdinand Zeh